# Sharon Jones & The Dap-Kings
Sharon Jones & The Dap-Kings foi uma banda de funk/soul da gravadora Daptone Records, a banda ficou conhecida ao gravar (sem a vocalista Sharon Jones) com Amy Winehouse em seu segundo álbum Back to Black de 2006. 
Apesar de Sharon Jones ter falecido em novembro de 2016 e ainda que a banda tenha atuado posteriormente, na edição de 2017 do Grammy Awards, e alguns elementos da mesma tenham colaborado com Kesha no mesmo ano, não foi dada qualquer informação relativamente ao futuro do The Dap-Kings.

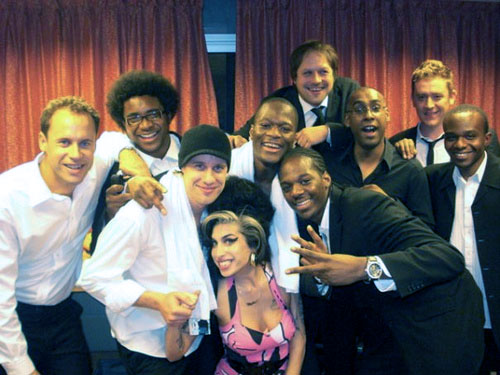
Amy Winehouse em Grammy 2009

## Discografia

### Álbuns
- Dap Dippin' with Sharon Jones and the Dap-Kings (2002, Daptone DAP-001)
- Naturally (2005, Daptone DAP-004)
- 100 Days, 100 Nights (2007, Daptone DAP-012, World's Fair)
- I Learned the Hard Way (2010, Daptone DAP-019)
- Soul Time! (2011, Daptone DAP-024)
- Give the People What They Want (2014, Daptone DAP-032)
- It's a Holiday Soul Party (2015, Daptone DAP-037)
- Soul of a Woman (17 de novembro de 2017, Daptone DAP-050)